# Pointe Michel
Pointe Michel  es una localidad de Dominica en la parroquia de Saint Luke. 

## Demografía
Según estimación 2010 contaba con 1.230 habitantes.